# Élections municipales partielles françaises de 2012
Quinze élections municipales partielles ont lieu en 2012 en France dont treize en France métropolitaine et deux en outre-mer.

## Bilan
| Partis       | Partis                            | Maires sortants | Maires élus | Évolution     |
| ------------ | --------------------------------- | --------------- | ----------- | ------------- |
|              | Parti socialiste                  | 5               | 4           | 1             |
|              | Divers gauche                     | 3               | 3           | en stagnation |
|              | Parti communiste réunionnais      | 1               | 1           | en stagnation |
|              | Parti communiste français         | 0               | 1           | 1             |
|              | Europe Écologie Les Verts         | 0               | 1           | 1             |
|              | Parti radical de gauche           | 1               | 0           | 1             |
| Total gauche | Total gauche                      | 10              | 10          | en stagnation |
|              | Divers droite                     | 4               | 5           | 1             |
|              | Union pour un mouvement populaire | 1               | 0           | 1             |
| Total droite | Total droite                      | 5               | 5           | en stagnation |

## Élections

### Aiffres(Deux-Sèvres)
- Maire sortant : Alain Mathieu (PS)
- Maire élu : Serge Morin (EELV)

- Contexte : Décès du maire.

|                       | Serge Morin    | EELV - PS      | 2 100 | 100,00 | 29 |  |  |  |
| Aiffres passionnément |                |                | 2 100 | 100,00 | 29 |  |  |  |
|                       |                |                |       |        |    |  |  |  |
| Inscrits              | Inscrits       | Inscrits       | 4 154 | 100,00 |    |  |  |  |
| Abstentions           | Abstentions    | Abstentions    | 1 560 | 37,56  |    |  |  |  |
| Votants               | Votants        | Votants        | 2 594 | 62,44  |    |  |  |  |
| Blancs ou nuls        | Blancs ou nuls | Blancs ou nuls | 494   | 19,04  |    |  |  |  |
| Exprimés              | Exprimés       | Exprimés       | 2 100 | 80,96  |    |  |  |  |

### La Bazoge(Sarthe)
- Maire sortant : Claude Fortin (DVD)
- Maire élu : Christian Baligand (DVD)

- Contexte : Décès du maire.

|                                         | Christian Baligand | DVD            | 981   | 100,00 | 27 |  |  |  |
| Ensemble pour la continuité et l'avenir |                    |                | 981   | 100,00 | 27 |  |  |  |
|                                         |                    |                |       |        |    |  |  |  |
| Inscrits                                | Inscrits           | Inscrits       | 2 718 | 100,00 |    |  |  |  |
| Abstentions                             | Abstentions        | Abstentions    | 1 628 | 59,90  |    |  |  |  |
| Votants                                 | Votants            | Votants        | 1 090 | 40,10  |    |  |  |  |
| Blancs ou nuls                          | Blancs ou nuls     | Blancs ou nuls | 109   | 10,00  |    |  |  |  |
| Exprimés                                | Exprimés           | Exprimés       | 981   | 90,00  |    |  |  |  |

### Benfeld(Bas-Rhin)
- Maire sortant : André Wetzel (DVD)
- Maire élu : Jacky Wolfarth	 (DVD)

- Contexte : Démission de plus d'un tiers (15) des membres du conseil municipal.

| Tête de liste                  | Tête de liste  | Liste          | Premier tour | Premier tour | Second tour | Second tour | Sièges  | Sièges |
| Tête de liste                  | Tête de liste  | Liste          | Voix         | %            | Voix        | %           | CM      |        |
| ------------------------------ | -------------- | -------------- | ------------ | ------------ | ----------- | ----------- | ------- | ------ |
|                                | Jacky Wolfarth | DVD            | 716          | 43,34        | 958         | 52,54       | 23      |        |
| Agir pour Benfeld              |                |                | 716          | 43,34        | 958         | 52,54       | 23      |        |
|                                | Robert Lustig  | DVD            | 617          | 37,35        | 798         | 45,48       | 6       |        |
| Benfeld pour tous              |                |                | 617          | 37,35        | 798         | 45,48       | 6       |        |
|                                | André Wetzel * | DVD            | 319          | 19,31        | Retrait     | Retrait     | Retrait |        |
| Toujours ensemble pour Benfeld |                |                | 319          | 19,31        | Retrait     | Retrait     | Retrait |        |
|                                |                |                |              |              |             |             |         |        |
| Inscrits                       | Inscrits       | Inscrits       | 3 476        | 100,00       | 3 475       | 100,00      |         |        |
| Abstentions                    | Abstentions    | Abstentions    | 1 737        | 49,97        | 1 650       | 47,48       |         |        |
| Votants                        | Votants        | Votants        | 1 739        | 50,03        | 1 825       | 52,52       |         |        |
| Blancs ou nuls                 | Blancs ou nuls | Blancs ou nuls | 87           | 5,00         | 68          | 3,72        |         |        |
| Exprimés                       | Exprimés       | Exprimés       | 1 652        | 95,00        | 1 757       | 96,28       |         |        |
| * Liste du maire sortant       |                |                |              |              |             |             |         |        |

### Grenade(Haute-Garonne)
- Maire sortant : Rémy André (PRG)
- Maire élu : Jean-Paul Delmas (DVG)

- Contexte : Démission de plus d'un tiers (19) des membres du conseil municipal.

|                                                       | Jean-Paul Delmas  | DVG             | 1 385 | 52,16  | 23 |  |  |  |
| Toujours unis pour Grenade et Saint-Caprais           |                   |                 | 1 385 | 52,16  | 23 |  |  |  |
|                                                       | Jean-Marc Vizzini | PS - EELV - PCF | 853   | 32,13  | 4  |  |  |  |
| Grenade autrement                                     |                   |                 | 853   | 32,13  | 4  |  |  |  |
|                                                       | Rémy André *      | PRG             | 417   | 15,71  | 2  |  |  |  |
| Fidèles et responsables pour Grenade et Saint-Caprais |                   |                 | 417   | 15,71  | 2  |  |  |  |
|                                                       |                   |                 |       |        |    |  |  |  |
| Inscrits                                              | Inscrits          | Inscrits        | 5 384 | 100,00 |    |  |  |  |
| Abstentions                                           | Abstentions       | Abstentions     | 2 562 | 47,59  |    |  |  |  |
| Votants                                               | Votants           | Votants         | 2 822 | 52,41  |    |  |  |  |
| Blancs ou nuls                                        | Blancs ou nuls    | Blancs ou nuls  | 167   | 5,92   |    |  |  |  |
| Exprimés                                              | Exprimés          | Exprimés        | 2 655 | 94,08  |    |  |  |  |
| * Liste du maire sortant                              |                   |                 |       |        |    |  |  |  |

### Layrac(Lot-et-Garonne)
- Maire sortant : Pierre Pujol (DVD)
- Maire réélu : Pierre Pujol (DVD)

- Contexte : Démission de plus d'un tiers (18) des membres du conseil municipal.

| Tête de liste            | Tête de liste    | Liste          | Premier tour | Premier tour | Second tour | Second tour | Sièges | Sièges |
| Tête de liste            | Tête de liste    | Liste          | Voix         | %            | Voix        | %           | CM     |        |
| ------------------------ | ---------------- | -------------- | ------------ | ------------ | ----------- | ----------- | ------ | ------ |
|                          | Patrick Torcello | DVD            | 586          | 35,99        | 631         | 35,63       | 5      |        |
| Union pour Layrac        |                  |                | 586          | 35,99        | 631         | 35,63       | 5      |        |
|                          | Pierre Pujol *   | DVD            | 572          | 35,14        | 713         | 40,26       | 19     |        |
| Continuons ensemble      |                  |                | 572          | 35,14        | 713         | 40,26       | 19     |        |
|                          | Philippe Marulaz | PS             | 470          | 28,87        | 427         | 24,11       | 3      |        |
| Priorité Layrac          |                  |                | 470          | 28,87        | 427         | 24,11       | 3      |        |
|                          |                  |                |              |              |             |             |        |        |
| Inscrits                 | Inscrits         | Inscrits       | 2 902        | 100,00       | 2 902       | 100,00      |        |        |
| Abstentions              | Abstentions      | Abstentions    | 1 197        | 41,25        | 1 094       | 37,70       |        |        |
| Votants                  | Votants          | Votants        | 1 705        | 58,75        | 1 808       | 62,30       |        |        |
| Blancs ou nuls           | Blancs ou nuls   | Blancs ou nuls | 77           | 4,52         | 37          | 2,05        |        |        |
| Exprimés                 | Exprimés         | Exprimés       | 1 628        | 95,48        | 1 771       | 97,95       |        |        |
| * Liste du maire sortant |                  |                |              |              |             |             |        |        |

### Marcheprime(Gironde)
- Maire sortant : Serge Baudy (DVG)
- Maire réélu : Serge Baudy (DVG)

- Contexte : Démission de plus d'un tiers (14) des membres du conseil municipal.

|                                                  | Serge Baudy *   | DVG            | 1 315 | 65,10  | 23 |  |  |  |
| Union pour Marcheprime                           |                 |                | 1 315 | 65,10  | 23 |  |  |  |
|                                                  | Manuel Martinez | DVG - PS       | 705   | 34,90  | 4  |  |  |  |
| Réunir pour réussir, Marcheprime, un nouveau cap |                 |                | 705   | 34,90  | 4  |  |  |  |
|                                                  |                 |                |       |        |    |  |  |  |
| Inscrits                                         | Inscrits        | Inscrits       | 3 151 | 100,00 |    |  |  |  |
| Abstentions                                      | Abstentions     | Abstentions    | 978   | 31,04  |    |  |  |  |
| Votants                                          | Votants         | Votants        | 2 173 | 68,96  |    |  |  |  |
| Blancs ou nuls                                   | Blancs ou nuls  | Blancs ou nuls | 153   | 7,04   |    |  |  |  |
| Exprimés                                         | Exprimés        | Exprimés       | 2 020 | 92,96  |    |  |  |  |
| * Liste du maire sortant                         |                 |                |       |        |    |  |  |  |

### Meythet(Haute-Savoie)
- Maire sortante : Sylvie Gillet de Thorey (PS)
- Maire réélue : Sylvie Gillet de Thorey (PS)

- Contexte : Démission de plus d'un tiers des membres du conseil municipal.

| Tête de liste                                | Tête de liste             | Liste          | Premier tour | Premier tour | Second tour | Second tour | Sièges | Sièges |
| Tête de liste                                | Tête de liste             | Liste          | Voix         | %            | Voix        | %           | CM     |        |
| -------------------------------------------- | ------------------------- | -------------- | ------------ | ------------ | ----------- | ----------- | ------ | ------ |
|                                              | Sylvie Gillet de Thorey * | PS             | 1 010        | 49,41        | 1 189       | 54,94       | 23     |        |
| Ensemble avec Sylvie Gillet de Thorey        |                           |                | 1 010        | 49,41        | 1 189       | 54,94       | 23     |        |
|                                              | Christian Jeantet         | DVG (PS diss.) | 527          | 25,78        | 434         | 20,05       | 3      |        |
| Avec vous vivre Meythet                      |                           |                | 527          | 25,78        | 434         | 20,05       | 3      |        |
|                                              | Jean-Louis Toé            | DVD - NC       | 507          | 24,80        | 541         | 25,00       | 3      |        |
| Ouverture et union pour l'intérêt de Meythet |                           |                | 507          | 24,80        | 541         | 25,00       | 3      |        |
|                                              |                           |                |              |              |             |             |        |        |
| Inscrits                                     | Inscrits                  | Inscrits       | 5 635        | 100,00       | 5 635       | 100,00      |        |        |
| Abstentions                                  | Abstentions               | Abstentions    | 3 544        | 62,89        | 3 442       | 61,09       |        |        |
| Votants                                      | Votants                   | Votants        | 2 091        | 37,11        | 2 193       | 38,91       |        |        |
| Blancs ou nuls                               | Blancs ou nuls            | Blancs ou nuls | 47           | 2,25         | 29          | 1,32        |        |        |
| Exprimés                                     | Exprimés                  | Exprimés       | 2 044        | 97,75        | 2 164       | 98,68       |        |        |
| * Liste de la maire sortante                 |                           |                |              |              |             |             |        |        |

### Nangis(Seine-et-Marne)
- Maire sortant : Philippe Delannoy (DVD)
- Maire élu : Michel Billout (PCF)

- Contexte : Démission de plus d'un tiers (14) des membres du conseil municipal.

| Tête de liste                                 | Tête de liste  | Liste                      | Premier tour | Premier tour | Second tour | Second tour | Sièges | Sièges |
| Tête de liste                                 | Tête de liste  | Liste                      | Voix         | %            | Voix        | %           | CM     |        |
| --------------------------------------------- | -------------- | -------------------------- | ------------ | ------------ | ----------- | ----------- | ------ | ------ |
|                                               | Michel Billout | PCF - PS - EELV - FDG (UG) | 1 108        | 47,45        | 1 217       | 48,97       | 22     |        |
| Nangis 2012, sociale, humaine et démocratique |                |                            | 1 108        | 47,45        | 1 217       | 48,97       | 22     |        |
|                                               | Philippe Ducq  | DVD                        | 846          | 36,23        | 974         | 39,19       | 6      |        |
| Pour l'Avenir de Nangis                       |                |                            | 846          | 36,23        | 974         | 39,19       | 6      |        |
|                                               | Jean Lambert   | DVG                        | 381          | 16,32        | 294         | 11,83       | 1      |        |
| L'Alternative Nangis                          |                |                            | 381          | 16,32        | 294         | 11,83       | 1      |        |
|                                               |                |                            |              |              |             |             |        |        |
| Inscrits                                      | Inscrits       | Inscrits                   | 5 119        | 100,00       | 5 119       | 100,00      |        |        |
| Abstentions                                   | Abstentions    | Abstentions                | 2 690        | 52,55        | 2 561       | 50,03       |        |        |
| Votants                                       | Votants        | Votants                    | 2 429        | 47,45        | 2 558       | 49,97       |        |        |
| Blancs ou nuls                                | Blancs ou nuls | Blancs ou nuls             | 94           | 3,87         | 73          | 2,85        |        |        |
| Exprimés                                      | Exprimés       | Exprimés                   | 2 335        | 96,13        | 2 485       | 97,15       |        |        |

### Ploeren(Morbihan)
- Maire sortant : Corentin Hily (DVG)
- Maire élu : Gilbert Lorho (DVD)

- Contexte : Décès du maire et intérim assurée par le premier adjoint Michel Cloérec.

|                                   | Gilbert Lorho  | DVD            | 1 333 | 57,36  | 23 |  |  |  |
| Ploeren autrement                 |                |                | 1 333 | 57,36  | 23 |  |  |  |
|                                   | Éliane Bronnec | DVG            | 991   | 42,64  | 6  |  |  |  |
| Ensemble pour l'avenir de Ploeren |                |                | 991   | 42,64  | 6  |  |  |  |
|                                   |                |                |       |        |    |  |  |  |
| Inscrits                          | Inscrits       | Inscrits       | 4 564 | 100,00 |    |  |  |  |
| Abstentions                       | Abstentions    | Abstentions    | 2 182 | 47,81  |    |  |  |  |
| Votants                           | Votants        | Votants        | 2 382 | 52,19  |    |  |  |  |
| Blancs ou nuls                    | Blancs ou nuls | Blancs ou nuls | 58    | 2,43   |    |  |  |  |
| Exprimés                          | Exprimés       | Exprimés       | 2 324 | 97,57  |    |  |  |  |

### Sada(Mayotte)
- Maire sortant : Hamada Binali (DVG)
- Maire réélu : Hamada Binali (DVG)

- Contexte : Annulation de l'élection municipale partielle du 20 mars 2011 pour irrégularités, décision confirmée par le Conseil d'État le 27 juillet 2012.

|                                                  | Hamada Binali *   | DVG            | 1 558 | 50,66  | 22 |  |  |  |
| Union des nouvelles forces de la commune de Sada |                   |                | 1 558 | 50,66  | 22 |  |  |  |
|                                                  | Toilibou Abdallah | UMP            | 1 517 | 49,33  | 7  |  |  |  |
| Union pour un mouvement populaire                |                   |                | 1 517 | 49,33  | 7  |  |  |  |
|                                                  |                   |                |       |        |    |  |  |  |
| Inscrits                                         | Inscrits          | Inscrits       | 4 968 | 100,00 |    |  |  |  |
| Abstentions                                      | Abstentions       | Abstentions    | 1 801 | 36,26  |    |  |  |  |
| Votants                                          | Votants           | Votants        | 3 167 | 63,74  |    |  |  |  |
| Blancs ou nuls                                   | Blancs ou nuls    | Blancs ou nuls | 92    | 2,90   |    |  |  |  |
| Exprimés                                         | Exprimés          | Exprimés       | 3 075 | 97,09  |    |  |  |  |
| * Liste du maire sortant                         |                   |                |       |        |    |  |  |  |

### Saint-Arnoult-en-Yvelines(Yvelines)
- Maire sortante : Françoise Poussineau (UMP)
- Maire élu : Jean-Claude Husson (PS)

- Contexte : Démission de plus d'un tiers des membres du conseil municipal.

| Tête de liste                | Tête de liste          | Liste          | Premier tour | Premier tour | Second tour | Second tour | Sièges | Sièges |
| Tête de liste                | Tête de liste          | Liste          | Voix         | %            | Voix        | %           | CM     |        |
| ---------------------------- | ---------------------- | -------------- | ------------ | ------------ | ----------- | ----------- | ------ | ------ |
|                              | Sabine Denizot         | DVD - PCD      | 783          | 34,39        | 774         | 31,50       | 4      |        |
| Pour un nouvel élan          |                        |                | 783          | 34,39        | 774         | 31,50       | 4      |        |
|                              | Jean-Claude Husson     | PS - FDG (UG)  | 764          | 33,55        | 877         | 35,69       | 20     |        |
| Ensemble pour Saint-Arnoult  |                        |                | 764          | 33,55        | 877         | 35,69       | 20     |        |
|                              | Françoise Poussineau * | UMP            | 730          | 32,06        | 806         | 32,80       | 5      |        |
| J'aime Saint-Arnoult         |                        |                | 730          | 32,06        | 806         | 32,80       | 5      |        |
|                              |                        |                |              |              |             |             |        |        |
| Inscrits                     | Inscrits               | Inscrits       | 4 551        | 100,00       | 4 551       | 100,00      |        |        |
| Abstentions                  | Abstentions            | Abstentions    | 2 223        | 48,85        | 2 055       | 45,16       |        |        |
| Votants                      | Votants                | Votants        | 2 328        | 51,15        | 2 496       | 54,84       |        |        |
| Blancs ou nuls               | Blancs ou nuls         | Blancs ou nuls | 51           | 2,49         | 39          | 1,56        |        |        |
| Exprimés                     | Exprimés               | Exprimés       | 2 277        | 97,51        | 2 457       | 98,44       |        |        |
| * Liste de la maire sortante |                        |                |              |              |             |             |        |        |

### Saint-Pierre-du-Mont(Landes)
- Maire sortant : Jean-Pierre Jullian (PS)
- Maire réélu : Jean-Pierre Jullian (PS)

- Contexte : Démission de plus d'un tiers (10) des membres du conseil municipal.

|                                                  | Jean-Pierre Jullian * | PS                          | 1 579 | 57,33  | 23 |  |  |  |
| Pour Saint-Pierre-du-Mont, continuons ensemble ! |                       |                             | 1 579 | 57,33  | 23 |  |  |  |
|                                                  | Daniel Chevalier      | DVG - PS - PCF - EELV - FDG | 746   | 27,08  | 4  |  |  |  |
| À gauche autrement                               |                       |                             | 746   | 27,08  | 4  |  |  |  |
|                                                  | Olivier Boissé        | UMP (Maj.)                  | 429   | 15,57  | 2  |  |  |  |
| Osez le changement !                             |                       |                             | 429   | 15,57  | 2  |  |  |  |
|                                                  |                       |                             |       |        |    |  |  |  |
| Inscrits                                         | Inscrits              | Inscrits                    | 6 527 | 100,00 |    |  |  |  |
| Abstentions                                      | Abstentions           | Abstentions                 | 3 707 | 56,80  |    |  |  |  |
| Votants                                          | Votants               | Votants                     | 2 820 | 43,20  |    |  |  |  |
| Blancs ou nuls                                   | Blancs ou nuls        | Blancs ou nuls              | 66    | 2,34   |    |  |  |  |
| Exprimés                                         | Exprimés              | Exprimés                    | 2 754 | 97,66  |    |  |  |  |
| * Liste du maire sortant                         |                       |                             |       |        |    |  |  |  |

### Sainte-Suzanne(La Réunion)
- Maire sortante : Yolande Pausé (PCR)
- Maire élu : Maurice Gironcel (PCR)

- Contexte : Démission de plus d'un tiers des membres du conseil municipal.

| Tête de liste                                                               | Tête de liste    | Liste          | Premier tour | Premier tour | Second tour | Second tour | Sièges | Sièges |
| Tête de liste                                                               | Tête de liste    | Liste          | Voix         | %            | Voix        | %           | CM     |        |
| --------------------------------------------------------------------------- | ---------------- | -------------- | ------------ | ------------ | ----------- | ----------- | ------ | ------ |
|                                                                             | Maurice Gironcel | PCR            | 4 511        | 43,50        | 5 681       | 52,35       | 27     |        |
| Ensemb' pour un développement solidaire et durable de Sainte-Suzanne        |                  |                | 4 511        | 43,50        | 5 681       | 52,35       | 27     |        |
|                                                                             | Eddie Adékalom   | DVD            | 538          | 5,18         | 5 681       | 52,35       | 27     |        |
| Unissons-nous pour l'avenir de Sainte-Suzanne                               |                  |                | 538          | 5,18         | 5 681       | 52,35       | 27     |        |
|                                                                             | Daniel Alamélou  | PCR diss.      | 3 017        | 29,09        | 5 171       | 47,65       | 8      |        |
| Solidarité Unité Respect pour un développement harmonieux de Sainte-Suzanne |                  |                | 3 017        | 29,09        | 5 171       | 47,65       | 8      |        |
|                                                                             | Yolande Pausé *  | PCR            | 1 355        | 13,06        | 5 171       | 47,65       | 8      |        |
| Sainte-Suzanne unie, en marche pour l'avenir                                |                  |                | 1 355        | 13,06        | 5 171       | 47,65       | 8      |        |
|                                                                             | Antonio Grondin  | DVD (ex-NC)    | 948          | 9,14         | 5 171       | 47,65       | 8      |        |
| Osons le changement, pour le respect des citoyens                           |                  |                | 948          | 9,14         | 5 171       | 47,65       | 8      |        |
|                                                                             |                  |                |              |              |             |             |        |        |
| Inscrits                                                                    | Inscrits         | Inscrits       | 15 789       | 100,00       | 15 789      | 100,00      |        |        |
| Abstentions                                                                 | Abstentions      | Abstentions    | 5 063        | 32,07        | 4 520       | 28,63       |        |        |
| Votants                                                                     | Votants          | Votants        | 10 726       | 67,93        | 11 269      | 71,37       |        |        |
| Blancs ou nuls                                                              | Blancs ou nuls   | Blancs ou nuls | 357          | 3,33         | 418         | 3,70        |        |        |
| Exprimés                                                                    | Exprimés         | Exprimés       | 10 369       | 96,67        | 10 852      | 96,30       |        |        |
| * Liste de la maire sortante                                                |                  |                |              |              |             |             |        |        |

### Treillières(Loire-Atlantique)
- Maire sortant : Émile Savary (PS)
- Maire élu : Alain Royer (DVD)

- Contexte : Décès du maire.

|                       | Alain Royer     | DVD            | 1 631 | 52,14  | 22 |  |  |  |
| Treillières autrement |                 |                | 1 631 | 52,14  | 22 |  |  |  |
|                       | Emmanuel Renoux | PS - DVG       | 1 497 | 47,85  | 7  |  |  |  |
| Vivre à Treillières   |                 |                | 1 497 | 47,85  | 7  |  |  |  |
|                       |                 |                |       |        |    |  |  |  |
| Inscrits              | Inscrits        | Inscrits       | 5 923 | 100,00 |    |  |  |  |
| Abstentions           | Abstentions     | Abstentions    | 2 705 | 45,67  |    |  |  |  |
| Votants               | Votants         | Votants        | 3 218 | 54,33  |    |  |  |  |
| Blancs ou nuls        | Blancs ou nuls  | Blancs ou nuls | 90    | 2,80   |    |  |  |  |
| Exprimés              | Exprimés        | Exprimés       | 3 128 | 97,20  |    |  |  |  |

### Vern-sur-Seiche(Ille-et-Vilaine)
- Maire sortant : Jean-Claude Haigron (PS)
- Maire élu : Didier Moyon (PS)

- Contexte : Démission de plus d'un tiers (13) des membres du conseil municipal.

|                          | Didier Moyon          | PS - EELV - DVG (UG) | 1 577 | 53,08  | 22 |  |  |  |
| Relançons Vern           |                       |                      | 1 577 | 53,08  | 22 |  |  |  |
|                          | Jean-Claude Haigron * | DVG (PS diss.)       | 1 394 | 46,92  | 7  |  |  |  |
| S'unir pour Vern         |                       |                      | 1 394 | 46,92  | 7  |  |  |  |
|                          |                       |                      |       |        |    |  |  |  |
| Inscrits                 | Inscrits              | Inscrits             | 6 405 | 100,00 |    |  |  |  |
| Abstentions              | Abstentions           | Abstentions          | 3 277 | 51,16  |    |  |  |  |
| Votants                  | Votants               | Votants              | 3 128 | 48,84  |    |  |  |  |
| Blancs ou nuls           | Blancs ou nuls        | Blancs ou nuls       | 157   | 5,02   |    |  |  |  |
| Exprimés                 | Exprimés              | Exprimés             | 2 971 | 94,98  |    |  |  |  |
| * Liste du maire sortant |                       |                      |       |        |    |  |  |  |